# Knochenwerkzeug

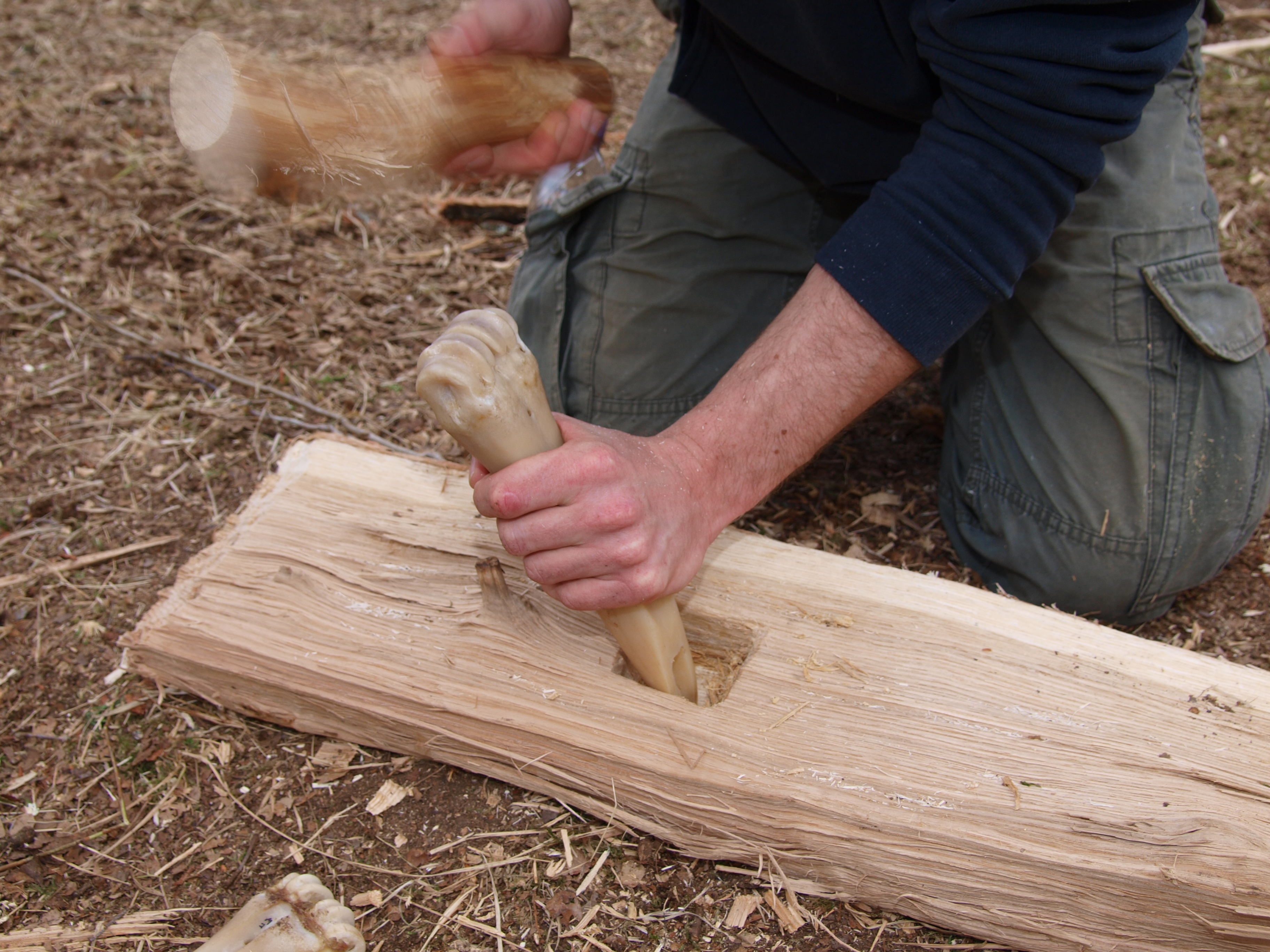
Rekonstruierter Knochenbeitel im Einsatz an einer Eichenbole

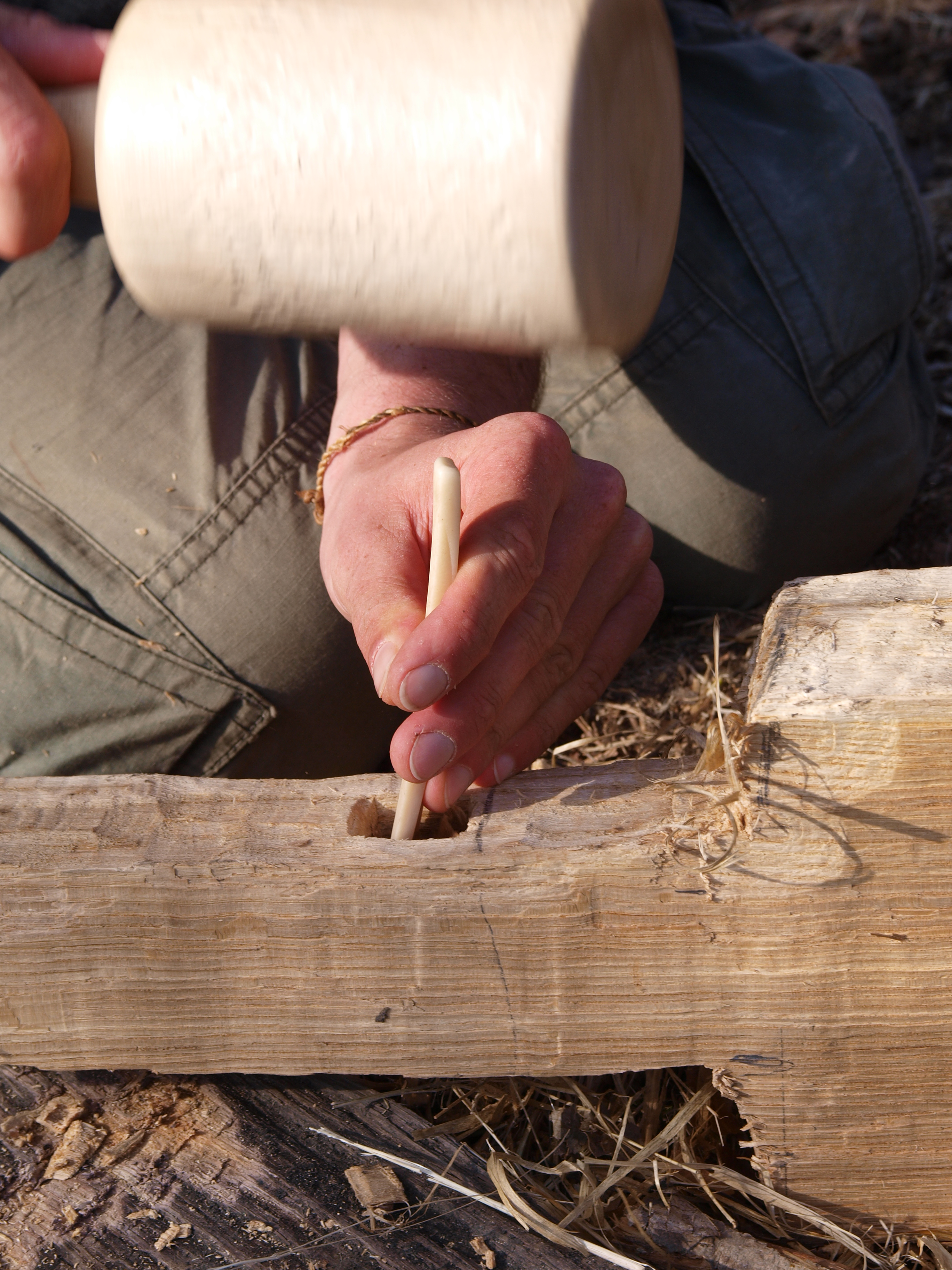
Ein kleiner Knochenbeitel für feinere Holzarbeiten

Knochenwerkzeuge (synonym auch Knochengeräte) gehören nach den Steinwerkzeugen zu den ältesten nachgewiesenen Utensilien und Werkzeugen der Menschheit.

## Altsteinzeit in Afrika
Eine nicht ganz zweifelsfrei bewiesene Knochenspitze aus dem Early Stone Age von Swartkrans (Südafrika) wird mit Paranthropus robustus in Verbindung gebracht. Die Ablehnung der von Raymond Dart behaupteten Osteodontokeratischen Kultur führte zu einer kritischen Sichtweise auf die frühen Knochengeräte. Besonders die in Höhlen und unter Abris gefundenen Akkumulationen solcher Objekte konnten auf Hyänen zurückgeführt werden, die Knochen von Großsäugern sammeln und systematisch verbeißen. Die Ähnlichkeit von Karnivoren-verbissenen Knochen erschwert eine sachliche Beurteilung solcher Objekte bezüglich ihres artifiziellen Charakters, da Bissspuren ähnliche Bruchmuster erzeugen können wie eine menschliche Bearbeitung durch Abschlagtechnik.

## Alt- und Mittelpaläolithikum in Europa
Auch in Europa sind Knochengeräte bereits aus dem Altpaläolithikum bekannt. Modifikationen an Tierknochen werden für europäische Homo erectus-Fundstellen beschrieben, wie für Boxgrove, die Höhle von Arago bei Tautavel, Isernia la Pineta, Atapuerca und Vértesszőlős. Retuschierte Knochengeräte vom Fundplatz Bilzingsleben sind bis heute umstritten. Relativ überzeugende Knochen-Zweiseiter aus Kompaktasplittern von Palaeoloxodon antiquus aus dem Mittelpleistozän sind in der Umgebung von Rom gefunden worden, in Fontana Ranuccio, Castel di Guido und La Polledrara. In Rhede (Kreis Borken, Nordrhein-Westfalen) wurde ein Faustkeil gefunden, der aus dem Oberschenkel eines Mammuts gefertigt wurde und dem Moustérien zugeordnet wird. Er datiert in die frühe bis mittlere Weichsel-Eiszeit, etwa 100.000 bis 40.000 Jahre vor heute.
Knochengeräte des Neandertalers wurden in aller Regel aus Langknochenspänen von Großsäugern hergestellt. Gemäß einer 2010 publizierten Revision des Knochenmaterials vom südfranzösischen Fundplatz La Quina hätte das Fragment einer Neandertaler-Schädelkalotte als Retuscheur zur Bearbeitung von Feuerstein-Werkzeugen gedient, was den Autoren zufolge durch entsprechende Impakt-Marken (Schlagspuren) auf der Knochenoberfläche nahegelegt würde. Alternativ könnte es sich bei diesem Objekt aber auch um ein Schädelfragment mit Karnivorenverbiss handeln, was durch eine Diagnose der oberflächigen Schrammen geprüft werden kann. Knochen in paläolithischen Jagdlagern sind nach dem Weiterziehen der Menschengruppe häufig in großer Zahl am Ort liegen geblieben und wurden anschließend von Karnivoren verbissen. Sie weisen daher neben Zerlegungsspuren des Menschen häufig auch Zahnschrammen einer Nachnutzung durch Fleischfresser auf, die mit menschlichen Schnittspuren verwechselbar sind.
Erste Knochenspitzen gibt es im Zeithorizont der Neandertaler, zum Beispiel von den Fundplätzen Salzgitter-Lebenstedt (Fundplatz des Micoquien, etwa 55.000 Jahre alt) sowie aus etwa gleich alten Fundschichten der Großen Grotte bei Blaubeuren.

## Jungpaläolithikum

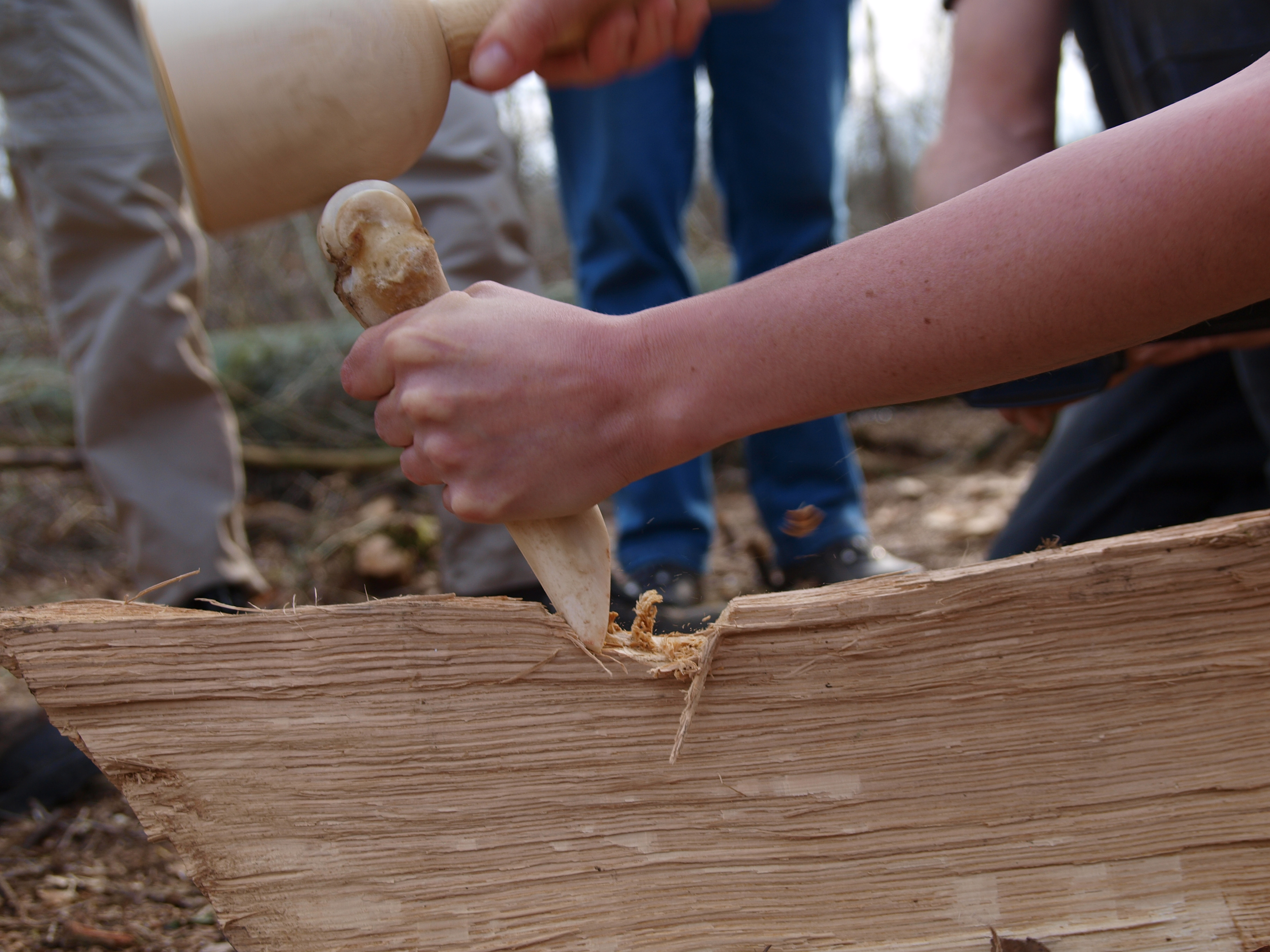
Rekonstruierter jungsteinzeitlicher Knochenbeitel im Einsatz

Mit dem Aurignacien treten Knochenspitzen massenhaft auf. Etwa 35.000 bis 40.000 Jahre alte Knochenspitzen mit gespaltener Basis gibt es zum Beispiel aus der Vogelherdhöhle und dem Geißenklösterle bei Blaubeuren. Ab dieser Zeit gibt es auch Kunstgegenstände und Schmuck aus Knochen (vgl. Jungpaläolithische Kleinkunst).
Aus dem Magdalenien (etwa 18-12.000 v. Chr.) sind die meisten Knochenartefakte überliefert. Teile der Jagd- und Fischfangausrüstung, die alltäglichen Handwerkzeuge sowie Musikinstrumente (Flöten, Schwirrgeräte) werden aus Knochen hergestellt. Der zunehmende Knochengebrauch und die Etablierung einer Knochenindustrie kann am eiszeitlichen Mangel an geeignetem Holz liegen. Aus Knochen wurden zum Beispiel folgende Gegenstände gefertigt: Pfrieme, Angelhaken, Beitel, Bohrer, Beil- und Dechselklingen, Dolche, Druckstäbe, Geschossspitzen, Glätter, Hacken, Harpunen, Hohlbohrer, Hohlmeißel, Keulen, Nähnadeln, Nadelbüchsen, Meißel und Querangeln (Sonderform des Angelhakens). Der älteste geschliffene Knochenmeißel stammt aus Přezletice in Tschechien und ist etwa 700.000 Jahre alt.
Der Gebrauch von Knochen als Werkzeuge oder Geräte (Nadel, Kamm) setzte sich bis ins Mittelalter fort.